# 高橋諒 (音楽家)
高橋 諒（たかはし りょう、1985年11月1日 - ）は、日本の音楽家、作曲家、編曲家、音楽プロデューサー、ベーシスト、DJ。アルタス・アップドリーム所属。日本音楽著作権協会会員。日本作編曲家協会会員。三重県出身。元Little GARDEN Little MOONベーシスト、ONE III NOTESプロデューサー。Void_Chords（ヴォイド コーズ）の名義でソロプロジェクトとしての活動も行う。

## 略歴
三重県出身。小さい頃に父親の影響でザ・ベンチャーズを聴いたことがきっかけで、音楽を始める。最初に好きになった楽器はギターで、ギターの仕事をしたくて上京を考えていたが、音楽の仕事を目指すなら作曲を学んだほうが良いとアドバイスを受け、音楽大学に進学。大学で作曲を学んでいるうちに、創作することに興味を持ち、作曲家を目指すようになる。
大学在学中に『サウンド&レコーディング・マガジン』誌、CORNELIUS主催のリミックスコンテストにて最優秀作品賞を受賞。
大学を中退後、Capstar（後のLittle GARDEN Little MOON）を結成し、ベーシスト、マニピュレーターとしてデビュー。
25歳から作曲家・編曲家としての活動をスタートする。現在はアニメ作品の音楽をトータルでプロデュースするアーティスト活動も行っている。

## 人物
EL&PやMagma等のプログレッシブ・ロック、スティーヴ・ライヒやフィリップ・グラス等のミニマリズムに影響を受けたという。
劇伴制作の際は、「この作品をどこまで自分の中に入れるのか」を決めて制作している。作品のアウトラインのみ把握して全体を俯瞰するような音楽として制作するか、シナリオを読み込んで主観的な目線に立ち、その場で見ているような温度で制作するかを、作品によって使い分けている。
『アルゴナビス from BanG Dream!』の劇伴を担当した際には、大学時代、精力的にバンド活動をしていたこともあり、「シナリオを見ていると、他人事とは思えない」と語った。

## 主な作品

### J-POP
- 石川綾子
  - 「鳥の詩」：編曲、ベース、ギター
  - 「ETERNAL BLAZE」：編曲、ベース、ギター

- 伊東和哉
  - 「SASUKENE」：編曲、ベース
  - 「JUMP UP」：編曲、ベース

- 内田真礼
  - 「世界が形失くしても」：編曲、ベース、ギター

- HY
  - 「言いわけ男と愛して女」：編曲
- WEST.
  - 「恋は負け認めなきゃ勝てない」：作曲・編曲
  - 「Closer」：作曲・編曲

- カスタマイZ
  - 「My Juliette」：編曲

- Kis-My-Ft2
  - 「LUCKY SEVEN!」：ベース、ギター

- CUBERS
  - 「SHOOTING STAR」：作曲、編曲、ベース、ギター
  - 「それじゃ、よろしく」：作曲、編曲、ベース、ギター
  - 「君に願いを」：作曲、編曲、ベース、ギター　
  - 「Samenaide」：編曲、ベース、ギター
  - 「Circus」：編曲、ベース、ギター
  - 「NANDE」：編曲、ベース、ギター
  - 「カラフルにしよう」：編曲、ベース、ギター
  - 「TOKYO HERO」：編曲、ベース、ギター

- 楠田亜衣奈
  - 「Nameless Mind」：編曲、ベース、ギター

- 駒形友梨
  - 「〔CORE〕」：作曲、編曲、ベース、ギター、サウンドプロデュース

- ZAQ
  - 「恋は咲くのか」：編曲

- ジェロ
  - 「Break my heart」：編曲

- 下野紘
  - 「リアル-REAL-」：作曲、編曲、ベース、ギター
  - 「ONE CHANCE」：作曲、編曲、ベース、ギター
  - 「Running High」：作曲、編曲、ベース、ギター
  - 「Black Thunder」：作曲、編曲、ベース、ギター

- Cyntia
  - 「Run to the Future」：編曲
  - 「Voice」：編曲
  - 「Meteor Calling」：編曲（志鎌克彦と共同）
  - 「Moonlight Roulette」：編曲（志鎌克彦と共同）
  - 「色葬和音」：編曲（AYANOと共同）
  - 「The Endless World」：作曲（AYANO、志鎌克彦と共作）、編曲（志鎌克彦と共同）
  - 「Through the Fire and the Desire」：作曲（YUI、AYANO、志鎌克彦と共同）、編曲（志鎌克彦と共同）
  - 「黎明」：編曲（AYANOと共同）
  - 「Beyond the World」：編曲（志鎌克彦と共同）
  - 「Shaman Dance」：編曲（志鎌克彦と共同）
  - 「幻覚の太陽」：作曲（YUI、AYANO、志鎌克彦と共同）、編曲（志鎌克彦と共同）
  - 「Bittersweet Nightshade」：編曲（志鎌克彦と共同）
  - 「深愛エゴイズム」：作曲（AZUと共同）、編曲（Cyntiaと共同）
  - 「Lady Made」：作曲（AZUと共同）、編曲（Cyntiaと共同）
  - 「Raison d'etre」：編曲（Cyntiaと共同編曲）
  - 「睡蓮と蝶」：作曲（YUIと共同）、編曲（Cyntiaと共同）
  - 「Ride on time」：編曲（Cyntiaと共同）
  - 「シオン」：作曲（AYANOと共同）、編曲（Cyntiaと共同）

- CYNHN
  - 「So Young」：編曲、ベース、ギター
  - 「タキサイキア」：ベース
  - 「2時のパレード 」：編曲

- 鈴村健一
  - 「NAKED MAN」：作曲、編曲
  - 「Life is like it」 : ベース

- NOW ON AIR
  - 「わたし的Progress」：作曲、編曲、ベース、ギター

- nano.RIPE
  - 「ディア」：編曲

- NEWS
  - 「Romeo2015」：編曲
  - 「愛のエレジー」：編曲

- Pile
  - 「P.S.ありがとう…」ベース、ギター

- 畑亜貴
  - 「虚と無と知と非の境界線」：編曲

- BOYS AND MEN
  - 「Deseo」：編曲、ギター
  - 「ツクヨミ」：編曲、ギター

- Ms.OOJA
  - 「あなたのように」：編曲、ベース、ギター

- Mrs. GREEN APPLE
  - 「Oz [Album Version]」：Add.Synthesizer Programming & strings arrangement
  - 「soFt-dRink 」：Add.Synthesizer Programming
  - 「Lion」：Add.Synthesizer Programming
  - 「Just a Friend」：Add.Synthesizer Programming

### アニメ
- 『悪魔のリドル』（2014年）
  - EDテーマ「QUEEN」「Poison Me」「THE LAST PARTY」（10年黒組）：作曲、編曲、ベース、ギター
  - EDテーマ「イノチノカラクリ」：編曲、ギター、ベース
- 『装神少女まとい』（2016年）
  - EDテーマ「My Only Place」（スフィア）：作曲、編曲、ベース
- 『ACCA13区監察課』（2017年）
  - OPテーマ「Shadow and Truth」（ONE III NOTES）：作曲、編曲、ベース
  - EDテーマ「ペールムーンがゆれてる」（結城アイラ）：作曲、編曲、ベース
- 『つうかあ』（2017年）
  - OPテーマ「Heart to Heart」（スフィア）：作曲、編曲、サウンドプロデュース
  - EDテーマ「Angelica Wind」（Void_Chords feat. 宮田ゆり〈古賀葵〉&目黒めぐみ〈田中あいみ〉）：作曲、編曲、サウンドプロデュース
- 『天使の3P!』（2017年）
  - OPテーマ「羽ばたきのバースデイ」（Baby's breath［五島潤（大野柚布子）、紅葉谷希美（遠藤ゆりか）、金城そら（古賀葵）］）：作曲、編曲
- 『プリンセス・プリンシパル』（2017年）
  - OPテーマ「The Other Side of the Wall」（Void_Chords feat. MARU）：作曲、編曲、サウンドプロデュース
  - EDテーマ「A Page of My Story」（アンジェ〈今村彩夏〉、プリンセス〈関根明良〉、ドロシー〈大地葉〉、ベアトリス〈影山灯〉、ちせ〈古木のぞみ〉）：作曲、編曲、ベース、ギター
- 『雨色ココア sideG』（2019年）
  - 主題歌「カラフルパサージュ」（立花理香）：作曲
- 『ULTRAMAN』（2020年〈シーズン1〉[注 1]、2022年〈シーズン2〉）
  - シーズン1 EDテーマ（TV放映版）「my ID」（Void_Chords feat. Ryohei & Foggy-D） ：作曲、編曲
  - シーズン2 EDテーマ「Transcending Time」（Void_Chords feat. Ryohei & Foggy-D） ：作曲、編曲[6]
- 『プリンセス・プリンシパル Crown Handler』（2021年[注 2] - 、全6章）
  - OPテーマ「LIES & TIES」（Void_Chords feat. Yui Mugino）：作曲、編曲、ベース、ギター、サウンドプロデュース
  - EDテーマ「Nowhere Land」（アンジェ〈古賀葵〉 、プリンセス〈関根明良〉、ドロシー〈大地葉〉、ベアトリス〈影山灯〉、ちせ〈古木のぞみ〉）：作曲、編曲、サウンドプロデュース
- 『TRIBE NINE』（2022年）
  - EDテーマ「Infocus」(Void_Chords feat. LIO) ：作曲、編曲

### キャラクターソング
- μ's Best Album Best Live! Collection II（2015年）
  - 「Cutie Panther (Metal-Panther Mix)」：編曲、ベース、ギター
- TVアニメ『ハルチカ 〜ハルタとチカは青春する〜』キャラクターソングミニアルバム〜ボーイズ〜（2016年）
  - 「ENJOY GATHERING!」マレン・セイ（島﨑信長）：作曲、編曲、ベース、ギター
- TVアニメ『ハルチカ ～ハルタとチカは青春する～』キャラクターソングミニアルバム～ガールズ～
  - 「Non Stop, On My score!」穂村千夏（ブリドカットセーラ恵美）：作曲、編曲、ベース、ギター
  - 「Especially Call」芹澤直子（瀬戸麻沙美）：作曲、編曲、ベース、ギター
- TVアニメ『プリンセス・プリンシパル』キャラクターソングミニアルバム "5 Moving Shadows"（2017年）
  - 「Take Me Up Higher」アンジェ（今村彩夏）：作曲、編曲、ベース、ギター
  - 「Under the Moonlight」ドロシー（大地葉）：作曲
  - 「閃光刀歌」ちせ（古木のぞみ）：作曲
  - 「リトルブレイバー」ベアトリス（影山灯）：作曲
  - 「Into the Sky」プリンセス（関根明良）：作曲
- TVアニメ『SSSS.GRIDMAN CHARACTER SONG.3』（2018年）
  - 「CODE"GRIDMAN"」グリッドマン（緑川光）：編曲、ベース、ギター
- ウマ娘 プリティーダービー STARTING GATE 12（2018年）
  - 「楽園」マンハッタンカフェ（小倉唯）：編曲

### サウンドトラック
2016年
- TVアニメ『おしえて! ギャル子ちゃん』
- TVアニメ『レガリア The Three Sacred Stars』
- TVアニメ『ドリフェス!』（伊藤賢と共同）

2017年
- TVアニメ『ACCA13区監察課』
- TVアニメ『Code:Realize 〜創世の姫君〜』
- TVアニメ『ようこそ実力至上主義の教室へ』
- TVアニメ『つうかあ』

2018年
- TVアニメ『citrus』：音楽

2019年
- TVアニメ『ありふれた職業で世界最強』（2019年〈1st Season〉、2022年〈2nd Season〉）
- TVアニメ『警視庁 特務部 特殊凶悪犯対策室 第七課 -トクナナ-』

2020年
- TVアニメ『アルゴナビス from BanG Dream!』

2021年
- TVアニメ『スケートリーディング☆スターズ』
- TVアニメ『SK∞ エスケーエイト』
- TVアニメ『吸血鬼すぐ死ぬ』（2021年〈第1期〉、2023年〈第2期〉）
- 劇場版アニメ『アイの歌声を聴かせて』
- 劇場版アニメ『劇場版アルゴナビス 流星のオブリガート』

2022年
- TVアニメ『ヒーラー・ガール』
- TVアニメ『咲う アルスノトリア すんっ!』（伊藤賢と共同）

2023年
- TVアニメ『人間不信の冒険者たちが世界を救うようです』（宝野聡史、藤井亮太と共同）
- TVアニメ『HIGH CARD』
- TVアニメ『ワールドダイスター』（黒田賢一、矢野達也と共同）

2024年
- TVアニメ『WIND BREAKER』

2025年
- TVアニメ『GUILTY GEAR STRIVE: DUAL RULERS』
- TVアニメ『信じていた仲間達にダンジョン奥地で殺されかけたがギフト『無限ガチャ』でレベル9999の仲間達を手に入れて元パーティーメンバーと世界に復讐&『ざまぁ!』します!』

### ゲーム
- PS4/PC『ファイナルファンタジーXIV』BGM：編曲[要出典]
- Android/iOS『MIST GEARS（ミストギア）』：音楽[要出典]
- Android/iOS『Tokyo 7th シスターズ』
  - 「さよならレイニーレイディ」（SiSH）：（2016年、作編曲）
  - 「Behind Moon」（Le☆S☆Ca）：（2016年、編曲）
  - 「トワイライト」（Le☆S☆Ca）：（2020年、編曲）
- Android/iOS『アイドルマスター ミリオンライブ！シアターデイズ』
  - 「ハーモニクス」（THE IDOLM@STER MILLION THE@TER GENERATION 12 D/Zeal 収録）：作曲、編曲、ベース、ギター
  - 「餞の鳥（THE IDOLM@STER MILLION THE@TER GENERATION 12 D/Zeal 収録）：作曲、編曲、ベース
- Android/iOS『あんさんぶるスターズ!』
  - 「I “Witch” You A Happy Halloween! 」（Switch）：作曲、編曲、ギター

### ライブ
- 安室奈美恵5 Major Domes Tour 2012：編曲
- NEWSライブツアー2015：編曲
- 楠田亜衣奈ライブツアー2015、2016：ベース

### その他
- 舞台『黒子のバスケ   「THE ENCOUNTER」』:  音楽（※共同）[要出典]
- CM 沢井製薬「関東工場見学会」篇：音楽

## 雑誌・メディア
- サウンド&レコーディング・マガジン 2008年4月号 - リミックスコンテスト最優秀作品賞受賞
- LisOeuf♪ vol.24（2021年12月号） - インタビュー（劇場版アルゴナビス 流星のオブリガート ）